# Bukovno

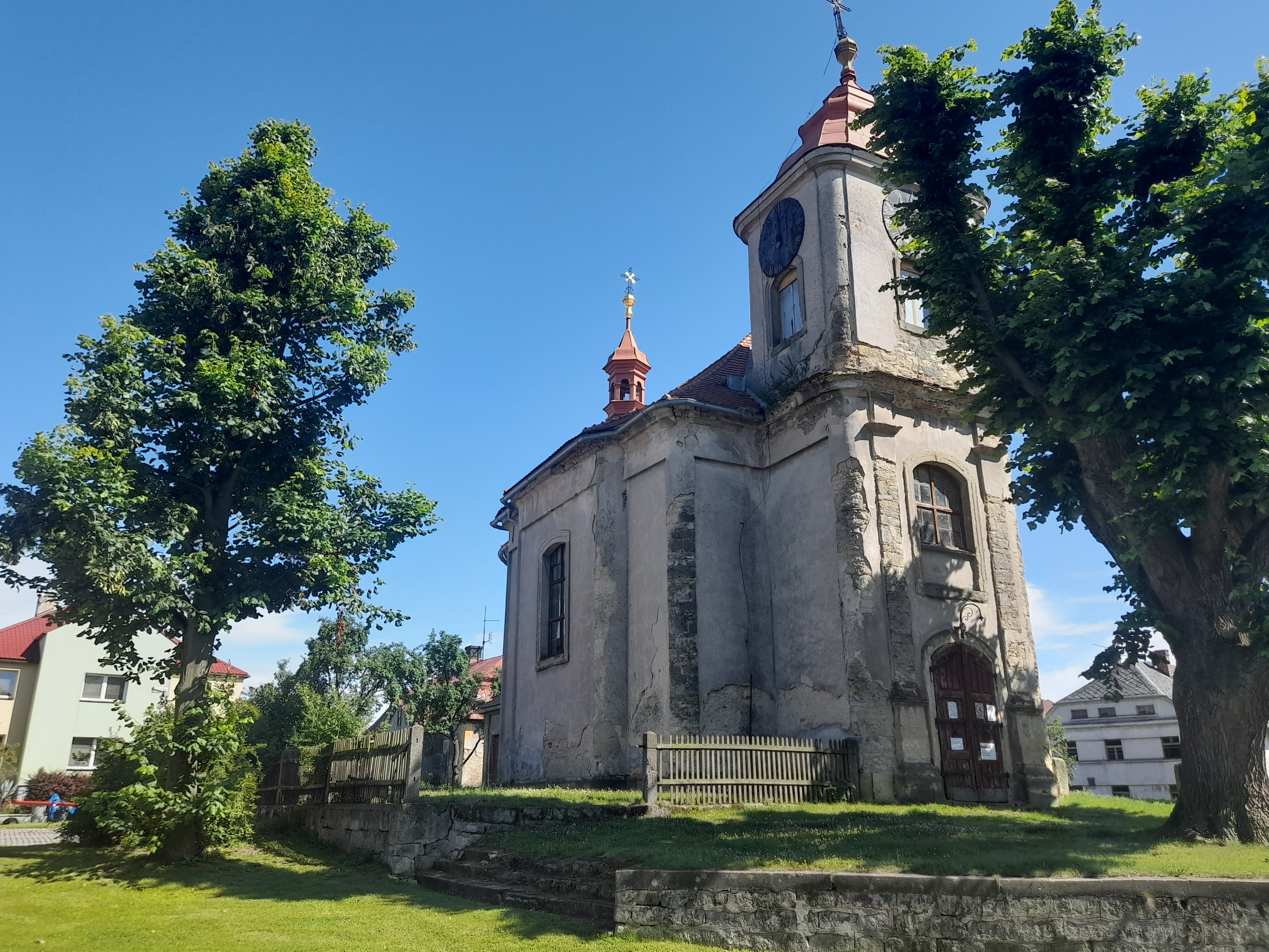
St. Johannes Nepomuk Kirche in Bukovno

Bukovno (deutsch Bukowno) ist eine Gemeinde im Okres Mladá Boleslav in der Region Mittelböhmen in Tschechien. Der Ort hat ungefähr 700 Einwohner.

## Geographie
Der Ort Bukovno liegt auf einer Höhe von ca. 318 m n.m. und hat eine Fläche von 15,04 km².

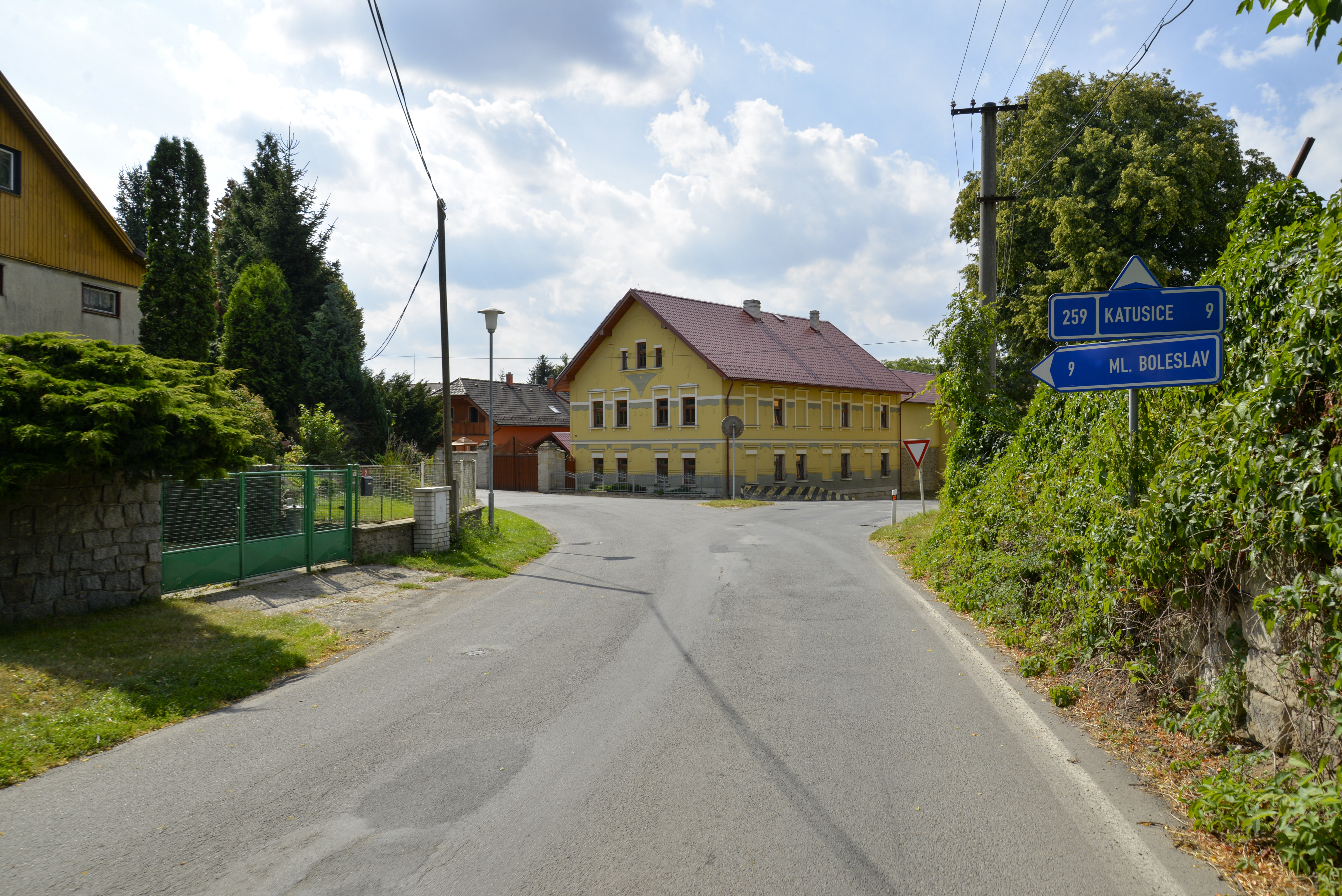
Straße in Bukovno

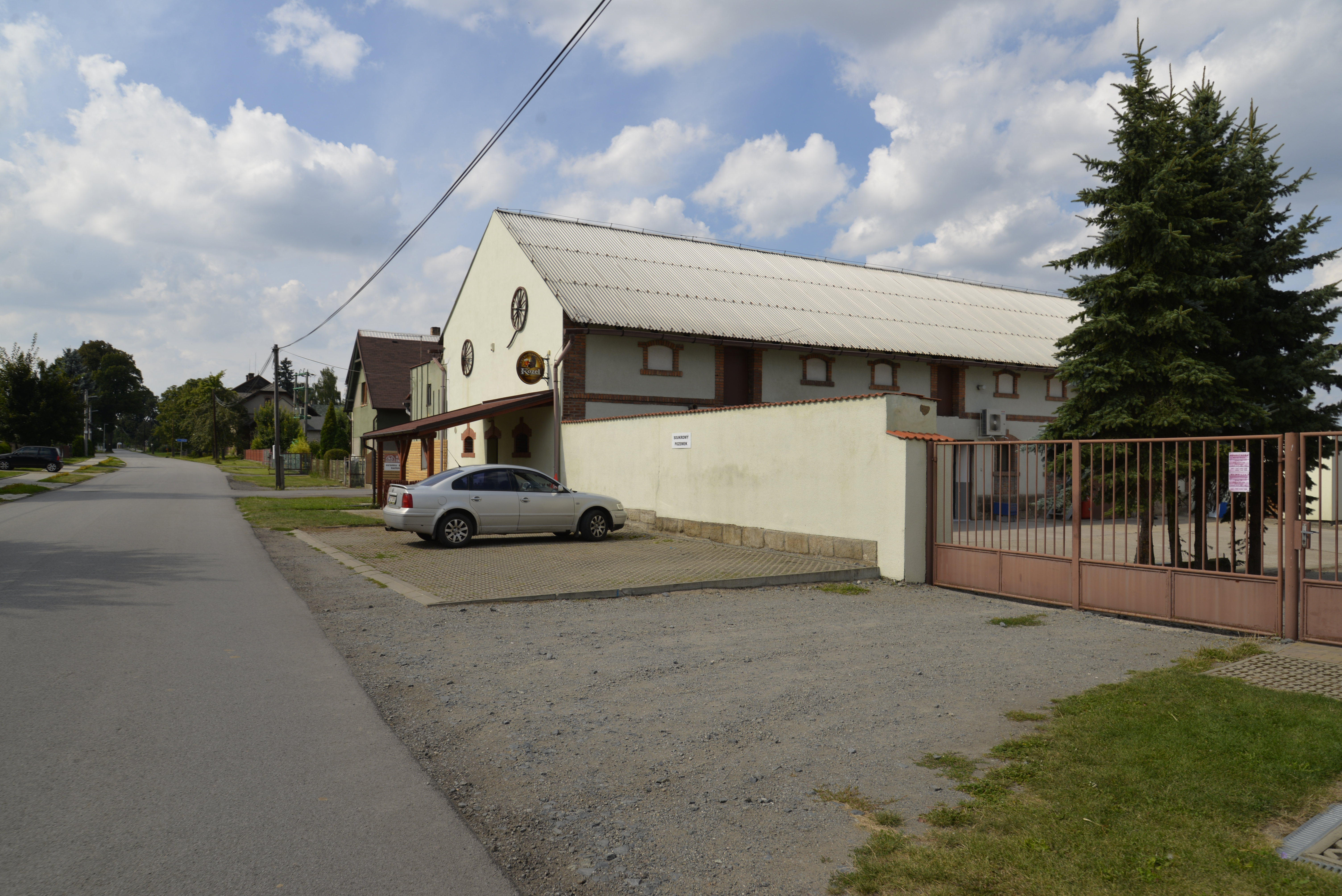
Straße in Líny (Gemeinde Bukovno)

Der Ort liegt östlich von Mladá Boleslav im Quellgebiet eines Zuflusses der Jizera.
Im Umkreis liegen zahlreiche kleine Ortschaften:
| Plužná     | Čistá                                       | Hrdlořezy |
| Katusice   | Kompassrose, die auf Nachbargemeinden zeigt | Dalovice  |
| Krásná Ves | Pětikozly Rokytovec                         | Vinec     |

## Gemeindegliederung
Die Gemeinde Bukovno besteht aus den Ortsteilen Líny und Bukovno.

## Geschichte
Bukovno wurde 1387 erstmals schriftlich erwähnt.